# Dzioborożcowe
Dzioborożcowe (Bucerotiformes) – rząd ptaków z podgromady Neornithes. Obejmuje rodziny dzioborożców (Bucerotidae), sierpodudków (Phoeniculidae) i dudków (Upupidae). Bucerotiformes zostały wydzielone z rzędu kraskowych (Coraciiformes), by utrzymać monofiletyzm Coraciiformes bez konieczności włączania do nich dzięciołowych (Piciformes) i trogonów (Trogoniformes).

## Zasięg występowania
Rząd obejmuje gatunki występujące w Eurazji, Afryce i Australazji.

## Taksonomia

### Klasyfikacja
Do rzędu należą następujące rodziny:
- Bucerotidae Rafinesque, 1815 – dzioborożce
- Upupidae Leach, 1820 – dudki
- Phoeniculidae Bonaparte, 1831 – sierpodudki

### Filogeneza
Kladogram Bucerotiformes według Tree of Life Web Project.
| unnamed | Upupidae                        |
|         | Upupidae                        |
|         | \| \| Phoeniculidae \| \| \| \| |
|         |                                 |
|         | Phoeniculidae                   |
|         |                                 |

|  | Phoeniculidae |
|  |               |

|  | Bucerotidae |
|  |             |

| unnamed | Upupidae                        |
|         | Upupidae                        |
|         | \| \| Phoeniculidae \| \| \| \| |
|         |                                 |
|         | Phoeniculidae                   |
|         |                                 |

|  | Phoeniculidae |
|  |               |

|  | Bucerotidae |
|  |             |